# Ishtixon
Ishtixon (uzb. cyr.: Иштихон; ros.: Иштыхан, Isztychan) – miasto we wschodnim Uzbekistanie, w wilajecie samarkandzkim,  siedziba administracyjna tumanu Ishtixon. W 1989 roku liczyło ok. 10,2 tys. mieszkańców. Ośrodek przemysłu spożywczego (mleczarnia, fabryka konserw).
Miejscowość otrzymała prawa miejskie w 1984 roku.